# Justin Kruger
Justin S. Kruger amerikai szociálpszichológus, a New York-i Egyetem Stern School of Business professzora.

## Tanulmányai
Kruger 1993-ban szerzett diplomát pszichológiából a Santa Clara Egyetemen (első évfolyamát az angliai Durham Egyetemen töltötte), majd 1999-ben a Cornell Egyetemen szerzett PhD fokozatot szociálpszichológiából.

## Kutatásai
Kruger arról ismert, hogy David Dunninggal közösen írt egy 1999-es tanulmányt ami kimutatta, hogy azok az emberek, akik bizonyos feladatokban – például a humor, a nyelvtan és a logika megítélésében – a legrosszabbul teljesítettek, jelentősen túlértékelték azt, hogy mennyire jók ezekben a feladatokban.
Ezen tanulmány alapján használjuk azóta az úgynevezett Dunning–Kruger-effektus kifejezést, amely a kognitív torzítás egy olyan formája, ahol az alacsony képességű személyek egy adott feladatban az képzelt felsőbbrendűség érzését tapasztalják. A tanulmány azt is kimutatta, hogy azok az emberek, akik valamivel az átlag felett teljesítettek annak meghatározásában, hogy egy adott vicc mennyire volt vicces, általában a legpontosabban értékelték, hogy mennyire voltak jók a rájuk bízott feladatokban, és azok, akik a legjobban teljesítettek, hajlamosak voltak azt gondolni, hogy csak csekély mértékben teljesítettek az átlag felett.